# Velleminfroy
Velleminfroy település Franciaországban, Haute-Saône megyében. Lakosainak száma 296 fő (2022. január 1.). Velleminfroy Châtenois, Calmoutier, Colombotte, La Creuse, Liévans és Pomoy községekkel határos.

## Népesség
A település népessége az elmúlt években az alábbi módon változott:
| Lakosok száma | 301  | 305  | 307  | 298  | 297  | 294  | 296  | 297  | 296  |
|               | 2013 | 2015 | 2016 | 2017 | 2018 | 2019 | 2020 | 2021 | 2022 |